# Sucolor
Sucolor is een bestuurslaag in het regentschap Bondowoso van de provincie Oost-Java, Indonesië. Sucolor telt 5019 inwoners (volkstelling 2010).